# Gherăseni (gmina)
Gherăseni – gmina w Rumunii, w okręgu Buzău. Obejmuje miejscowości Gherăseni i Sudiți. W 2011 roku liczyła 3456 mieszkańców.